# مصنعه اللصات (الملاح)

تعديل مصدري - تعديل

مصنعه اللصات هي إحدى قرى عزلة الملاح بمديرية الملاح التابعة لمحافظة لحج، بلغ تعداد سكانها 44 نسمة حسب تعداد اليمن لعام 2004.